# Bonners Ferry
Bonners Ferry is een plaats (city) in het uiterste noorden van de Amerikaanse staat Idaho, en de hoofdplaats van Boundary County.

## Demografie
Bij de volkstelling in 2000 werd het aantal inwoners vastgesteld op 2515.
In 2006 is het aantal inwoners door het United States Census Bureau geschat op 2723, een stijging van 208 (8,3%).

## Geografie
Volgens het United States Census Bureau beslaat de plaats een oppervlakte van 5,8 km², waarvan 5,5 km² land en 0,3 km² water. Bonners Ferry ligt op ongeveer 548 meter boven zeeniveau, aan de Kootenay River.

## Plaatsen in de nabije omgeving
De onderstaande figuur toont nabijgelegen plaatsen in een straal van 52 km rond Bonners Ferry.